# Marian Stradowski

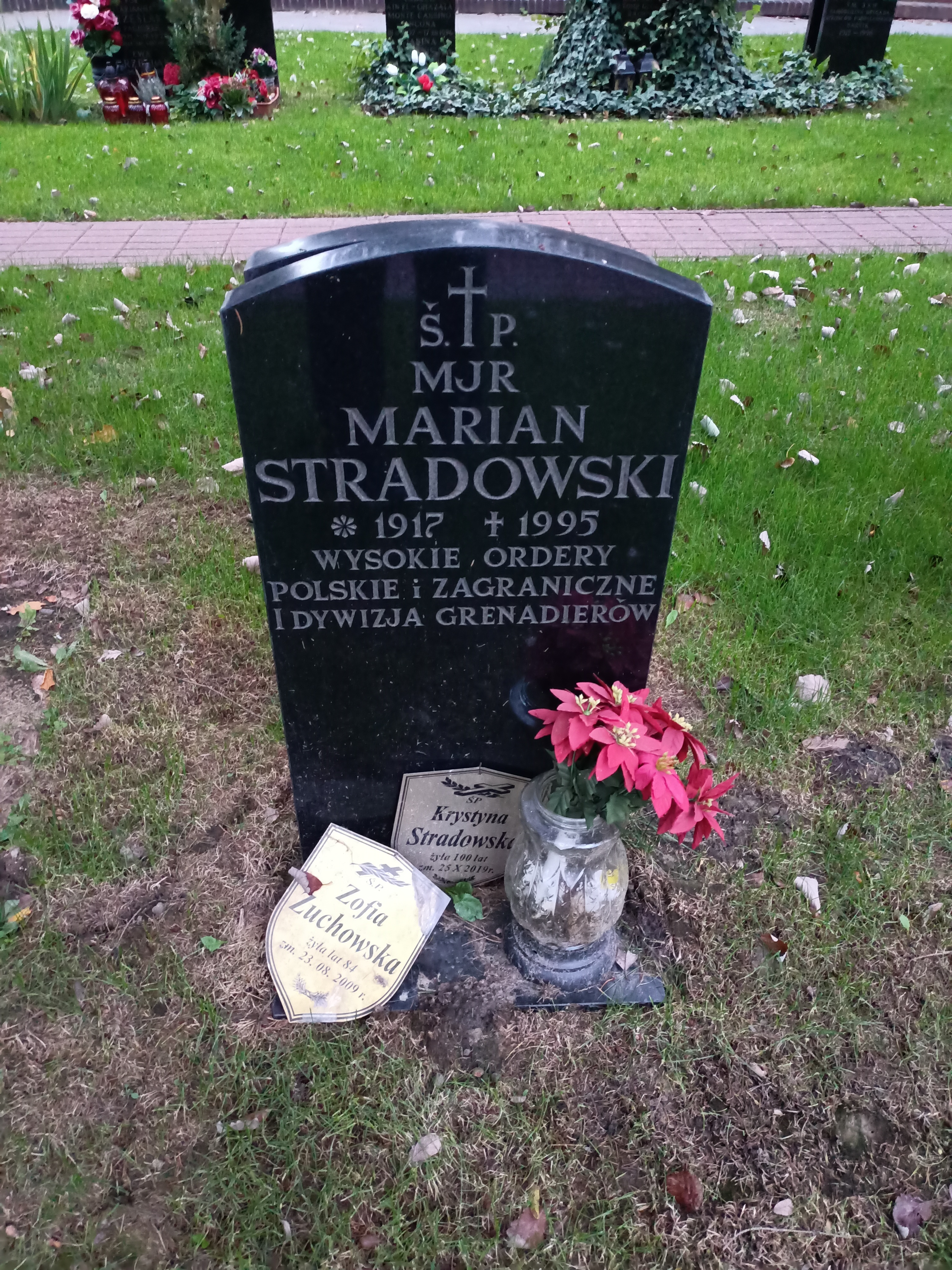
Grób Mariana Stradowskiego na cmentarzu Wojskowym na Powązkach

Marian Stanisław Stradowski (ur. 2 listopada 1917 w Sędziejowicach, zm. 23 marca 1995) – polski dyplomata, ambasador w Indonezji (1961–1964), Kanadzie (1967–1971) i Senegalu (1977–1981).

## Życiorys
Oficer 27 pułku piechoty w kampanii wrześniowej, następnie internowany na Węgrzech. Od stycznia 1940 oficer 3 Pułku Grenadierów Śląskich, po kampanii francuskiej trafił do niewoli w której spędził resztę wojny. Po wyzwoleniu powrócił do kraju, gdzie ponownie wstąpił do Wojska Polskiego, gdzie dosłużył się stopnia majora i stanowiska zastępcy szefa Polskiej Misji Wojskowej we Francji. Służbę wojskową zakończył prawdopodobnie pod koniec 1948.
Od lutego 1957 roku członek Związku Zawodowego Pracowników Państwowych i Społecznych, oraz pracownik Ministerstwa Spraw Zagranicznych, m.in. wicedyrektor Protokołu Dyplomatycznego (ok. 1976). Pełnił funkcje ambasadora w Indonezji (1961–1964), Kanadzie (styczeń 1967–1971) i Senegalu, z dodatkową akredytacją w Gambii (1977–1981).
Od 1952 członek Polskiego Czerwonego Krzyża, a od 13 czerwca 1975 członek Związku Bojowników o Wolność i Demokrację. Na VII kongresie ZBoWiD w maju 1985 wybrany na członka Rady Naczelnej ZBoWiD.
Pochowany na Cmentarzu Wojskowym na Powązkach.